# (311) Claudia
(311) Claudia – planetoida z grupy pasa głównego asteroid.

## Odkrycie
Została odkryta 11 czerwca 1891 roku w Observatoire de Nice w Nicei przez Auguste Charloisa. Pochodzenie nazwy planetoidy nie jest znane.

## Orbita
(311) Claudia okrąża Słońce w ciągu 4 lat i 340 dni w średniej odległości 2,9 j.a. Planetoida należy do rodziny planetoidy Koronis.